# Molophilus oligotrichus
Molophilus oligotrichus är en tvåvingeart som beskrevs av Alexander 1954. Molophilus oligotrichus ingår i släktet Molophilus och familjen småharkrankar. Inga underarter finns listade i Catalogue of Life.